# Colombey
Pour les articles homonymes, voir Colombey (homonymie).
Colombey est un ancien village ainsi qu'une ancienne seigneurie et paroisse du Pays messin. Commune éphémère du département de la Moselle, elle est annexée en 1812 à la commune de Coincy.
Le village a disparu entièrement. Les caves et fondations du château de Colombey, brulé en 1870, subsistent dans le parc à bestiaux de l’exploitation agricole reconstruite au XXe siècle. Les ruines de l’église Saint-Nabor, ancienne chapelle castrale, se trouvent en bordure de forêt en allant vers Coincy. Il reste également quelques-unes des essences rares plantées là par la famille de Tschudi. En remontant vers le quartier de Borny, l’allée des morts, jonchée de monuments commémoratifs, rappelle le théâtre de la bataille de Borny-Colombey du 14 août 1870.

## Géographie
Le village de Colombey se situe à l’est de Metz, entre le quartier Borny et Coincy.

## Toponymie
Le nom du village a varié au fil du temps, on trouve dans les archives :
- 940 : Colombarium (das Reichsland Elsass-Lothringen, t. III, Ortsbeschreibung, p. 189)
- 1276 : Colombiers (observations séculaires par Paul Ferry I, p. 265)
- 1285 : Collambiers (Wichmann, t. IV, p. 227)
- 1307 : Columbiers (archives de l’hôtel de ville de Metz AA, app. au St siège)
- 1330 : Collenbey (cartulaire de la cathédrale Saint-Étienne de Metz)
- 1404 : Collenbey (liste des villes)
- XVe siècle : Coulembey (manuscrit de Jean Aubrion[1])
- 1544 : Colembei, Colombey, Columbeyo, Colombeyio (pouillé de Metz)
- 1552 : Colombé (chronique en vers sous le nom de Jean le Chatelain ancien)
- 1610 : Colombe (Nova territorii Metensis, Abraham Fabert Fabert, également sur une autre carte de 1617[2] et sur une carte du pays messin de N. Tassin et N. Berey de 1648)
- 1635 : Collombé (Journal de Jean Bauchez, greffier de justice de l’abbaye Saint-Symphorien)
- 1656 : Colombey (carte du diocèse de Metz de Nicolas Sanson[3])
- 1766 : Colombé (carte de France par Cassini[4])
- 1779 : Colombey-aux-Belles-Femmes (Descr. de la Lorr.)[5].

Colombey dérive du substantif latin cŏlumbārium, qui désigne soit un pigeonnier, soit un tombeau ou caveau funéraire. Il est difficile de trancher. C’est le mot columbarium, « pigeonnier », qui a fourni malgré tout le plus de toponymes.
A l'époque Mérovingienne, il aurait existé une gynécée, surnommé colombarium, qui serait à l’origine de l’appellation du village. Cet établissement abritait des femmes esclaves, les « colombes ».
Vers 950, la biographie de Glossinde par Jean, l’abbé de Saint-Arnould, nous dit que la « dame » (domina) qui possédait la « villa aux colombes » (en latin villa columbaria) était venue à Metz se faire guérir de ses hallucinations en priant le tombeau de sainte Glossinde. Le propriétaire était certainement un noble personnage puisqu’alors seuls les seigneurs avaient le droit de posséder un colombier.
Au milieu du XVIIIe siècle, Colombey est du ressort du bailliage de Vézelise. Le village est alors appelé « Colombey-aux-Belles-Femmes » sans que l’on sache pourquoi.

Le village aurait demandé à écourter son nom au XIXe pour ne plus s'attirer les quolibets des militaires de passage.

## Histoire

### Origine du village
On suppose que le village existait avant l’époque romaine. On a en effet retrouvé à Colombey un ensemble de mardelles qui devaient probablement supporter des huttes sur pilotis.
En tout cas, il est certain que Colombey existait à l’époque romaine et on peut s’imaginer un colombier monumental (en latin columbarium) comme les Romains avaient l’habitude d’en construire : de vastes édifices à la campagne qui servaient à élever plusieurs milliers de pigeons ou de colombes. Ils avaient beaucoup plus d’importance que nos pigeonniers modernes.
Colombey étant situé sur la voie romaine de Metz à Mayence (à l’époque de Divodurum à Moguntiacum), il n’y a rien d’étonnant à ce qu’un majestueux colombier, dépendant d’une villa romaine, s’éleva là. On pouvait voir en 1993, au moment du chantier des travaux de rectification du tracé de la route de Sarrebruck, juste derrière Colombey, une portion de cette voie romaine dégagée par les bulldozers. Colombey devait former un ensemble de cabanes au milieu desquelles s’élevait une grande tour surmontée d’un pigeon en métal.
Vers 756, Chrodegang, évêque de Metz, rapporta des reliques de saint Nabor qu’il avait rapportées de Rome. Il les déposa au monastère d’Hilariacum ou Nova Cella, qui devint de ce fait Saint-Nabor qui forma l’agglomération que l’on connaît aujourd’hui sous le nom de Saint-Avold. L’évêque Angilram (768-791), ancien profès de saint Nabor et enterré dans ce monastère, entretint cette dévotion. On peut admettre qu’à cette époque déjà, un oratoire a été édifié à Colombey ou qu’il existait une relation avec le monastère de Saint-Avold lorsque fut bâtie l’église Saint-Nabor de Colombey.

### Terres de l’abbaye de Senones

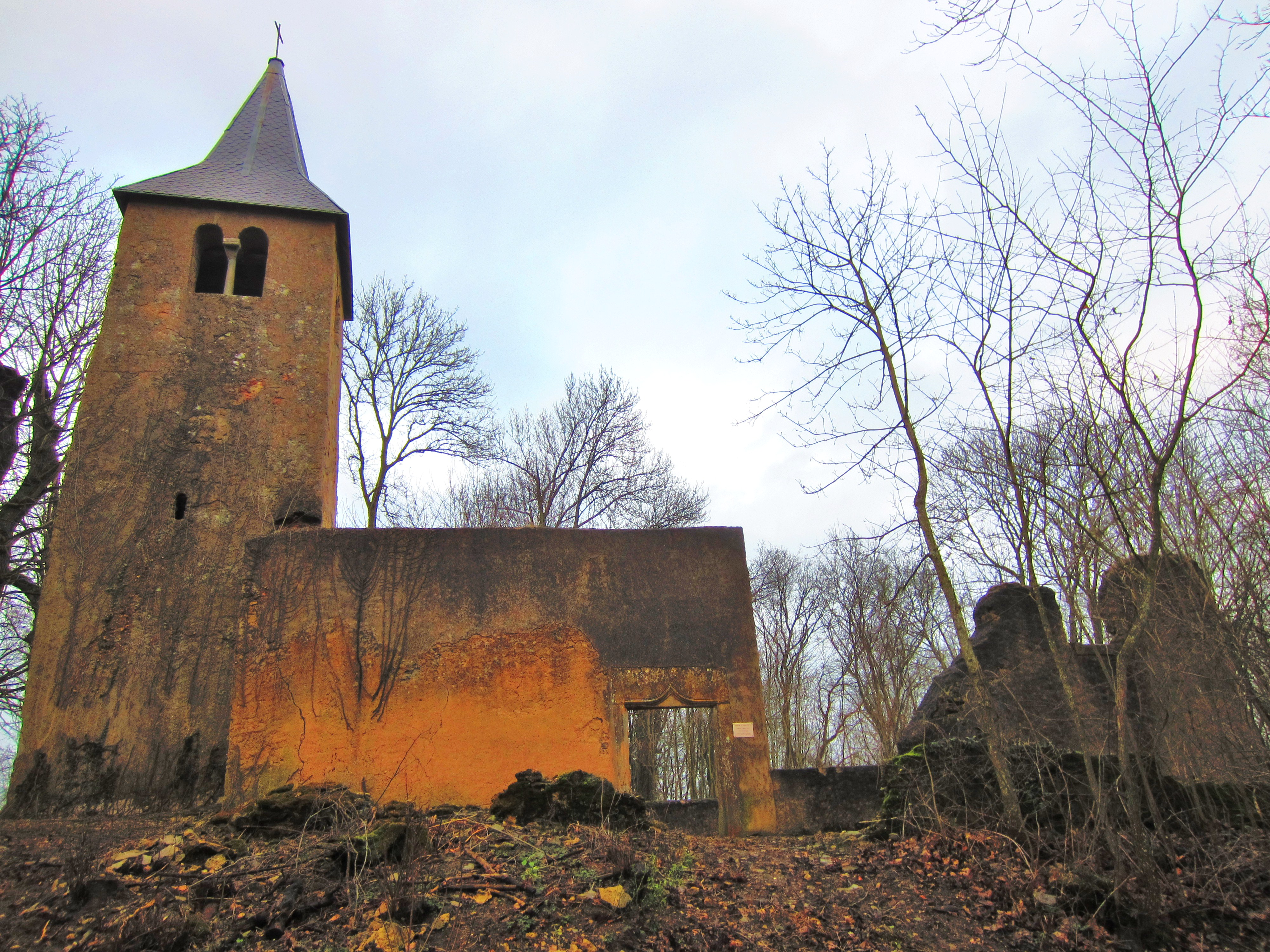
Église Saint-Nabor de Colombey.

D’après Dom Calmet, abbé de Senones au XVIIIe siècle, l’abbé de Senones, au diocèse de Toul, était collateur de la cure, patron et décimateur de Colombey d’après des titres des années 1111, 1123 et 1152.
En 1111, l’empereur Henri V, se trouvant à Strasbourg, délivra aux religieux de l’abbaye de Senones, une charte confirmant la propriété de la terre de Colombey : « Colombare, domusque est Metis cum vinea et ecclesia Sancti Hilarii » - Actum Argentinoo VIII Kalindas Octobri. ».
Une bulle du pape Calixte II datée du IV des nones d’avril 1123 confirme à l’abbé Antoine de Pavie les biens et privilèges de Senones et cite « Ecclesiam de Columbare, cum duobus mansis… » . De même dans une bulle du pape Honorius II du VII des ides d’avril 1125, ainsi que dans une bulle du pape Eugène III en 1146 et dans une autre du pape Alexandre III, le 6 décembre 1179. Toutes ces bulles papales vinrent renforcer la bulle impériale de 1111 en y ajoutant deux fermes d’une douzaine d’arpents chacune.
En 1124, Jean Ier d’Apremont, évêque de Metz, en donna la dîme et l’église à l’abbé de Senones du consentement du prince, du doyen et de tout le chapitre de l’église de Metz.
En novembre 1224, une charte de Jean, primicier du chapitre de Saint-Paul de la cathédrale de Metz, dit : « Quod donationi factus Ecclesia de Colombiers abbatia Senonensi » ; le Princier, le Doien et tout le chapitre de la cathédrale donnent leur consentement à la donation faites par l’évêque de la cure de Colombey à l’abbaye de Senones..
Le clocher de l’église, subsistant parmi les ruines, est daté du XIIe siècle. Dès lors, la cure de Colombey dessert les villages de Colombey, Coincy et Aubigny et est le siège pendant tout le Moyen Âge d’une importante paroisse de l’archiprêtré de Noisseville.
Au début du XIIIe siècle, c’est un sire de Craincourt qui est le voué de Colombey et en 1246, Isabelle, dame de Craincourt, et son fils Thierri vendirent tout ce qu’ils possédaient à l’abbaye de Senones.
En 1276, le chapitre de Saint-Arnould vend à la léproserie de Vallières « tout l’héritage que le Chiese deu Sainct Arnvald possédait aux fins de Colombier ».
1279 : vente ou admodiation des biens de Colombey pour 25 ans.
En 1293, Baudoüin (ou Beaudouin), abbé de Senones, se sépare des terres de la seigneurie de Colombey et de certains bans à l’est de Metz (Montoy, Aubigny, Borny, Ars et Coincy). Il vend à deux Messins, Stévenin fils de Pierson Billerois (Billeron) de Chatel, toutes les terres qu’il possédait à Colombey et à Coincy, se réservant le droit de patronage, la grange aux dimes, située au milieu du village, et le droit de percevoir la dîme — grosse et menüe — comme décimateur de l’église paroissiale,, droit qu’ils devaient conserver jusqu’à la Révolution. Les curés de la paroisse de Colombey ont d’ailleurs tous été nommés par l’abbé de Senones jusqu’en 1789.
En 1296, les bénédictins de Senones assuraient pour subsister au curé de Colombey, « au sacerdos comme beuverot », un champ situé au Sablon près de la fontaine de Saint-Goëris.

### Saccages, pillages et incendies de 1400 à 1870
Le 14 juillet 1429, à la fin de la « guerre de la hotté de pommes », Colombey ainsi que plusieurs villages alentour sont incendiés par deux corps d’armée de Badois et de Bavarois alliés au duc Charles II de Lorraine en guerre contre les seigneurs lorrains et qui désirait s’emparer de Metz. Un dénombrement est fait et le lieu appartient depuis 1404 à Jehan Renguillon, maître-échevin de Metz en 1392, 1404 et 1416. L’endroit compte alors 9 feux, 25 chevaux et 53 bêtes cornues.
En 1461, le village appartient aux bénédictins de Saint-Vincent.
Le hameau renaissait à peine de ses cendres quand les bandes allemandes de Franz von Sickingen le ravagèrent durant le siège de Metz de 1518.
En novembre 1552, ce ne sont plus seulement les Brandebourgeois mais les troupes de tout l’empire que Charles Quint et le duc d’Albe Ferdinand Alvare de Tolède, assiégeant Metz, amassaient aux environs de la cité. Sous les ordres du duc d’Albe, ils pillèrent et brûlèrent outre Colombey, la Grange-aux-Bois, Mercy-le-Haut, Véry, Frontigny, Pouilly et Fleury, dans le Saulnois et le Haut Chemin.
La guerre de Trente Ans (1618-1648) ne devait pas épargner Colombey ni aucun des villages du plateau : en 1635, les Impériaux, conduits par le général Gallas, se ruèrent sur les plaines du Haut Chemin pensant entrer dans Metz sans coup férir mais furent arrêtés à Flanville par les troupes que le duc Bernard de Saxe-Weimar, allié de la France, avait installées dans les forêts de Colombey. « Des corps de gardes avancées dudit Gallas estoient aupprès de Flanville et celui des Francoys à Collombé » .
De nouveaux désastres attendaient Colombey et tout le Haut Chemin : le 16 juin 1712, la ville de Metz étant dégarnie de troupes, un « corps de soudards hongrois et de pandours bohème » commandé par Gröwenstein (Gravestein) tenta de surprendre Metz. Mais, selon l’expression du temps, « Metz n’était pas un morceau à avaler d’un coup ». Il se retira en pillant et brûlant tout ce qui lui tombait sous la main. Aubigny eut six maisons brûlées, Borny six, Coincy six également ; Colombey en eut trois et ce fut de même dans tous les villages du Haut Chemin.
Le 16 janvier 1814, deux régiments prussiens et des cosaques russes, avant-garde de la première invasion, occupent et pillent Borny, Colombey et Grigy.
Enfin, Colombey voit la terrible bataille du 14 août 1870 et, cause de continuels combats de fourrageurs, est brûlé par ordre de la place de Metz, le 27 octobre 1870.

### Possesseurs de Colombey des seigneurs Renguillon à nos jours
Le village passe entre plusieurs mains à la suite de partage et de ventes. Le dernier seigneur Renguillon meurt le 25 octobre 1485 sans laisser de descendants. Une mention de l’abbaye Saint-Vincent en 1461. Puis, la seigneurie passe aux Le Goulon en 1591. Gédéon Le Goulon, grènetier de la ville de Metz, laissait en 1628 à sa veuve, Suzanne de Flavigny, le domaine de Colombey. Celle-ci devait se remarier en 1629 avec Philippe de Vigneulles. Son fils aîné, Gédéon II Le Goulon, lui succéda donc, puis le fils de ce dernier, Louis Le Goulon (marié à Léa Royer). Un acte du 20 septembre 1632 suppose un arrangement de famille avec partage de biens. À ce partage, devaient succéder des ventes.
En 1665, le domaine est partagé entre l’abbaye de Senones, les Le Duchat et les Michelet.
En 1676, Abraham Michelet, avocat du Parlement de Metz et receveur général de la ville, reprit la moitié de la seigneurie à l’abbé de Senones, Dom Joachim Vivin. En même temps, Philippe Rollin, échevin et conseiller de Metz, effectue une même reprise pour un sixième de la seigneurie.
Le 29 décembre 1680, Léa Royer, veuve en secondes noces de David le Duchat, faisait reprise non plus à l’Abbé de Senones, mais au Roi de France, à raison d’un tiers de la seigneurie. En janvier 1681, Philippe Rollin et Abraham Michelet faisaient eux aussi hommage au Roi de France de leurs terres et seigneurie de Colombey, en même temps que Joseph Psaume, prieur claustral, pour les terres et seigneuries de l’abbaye de Senones à « Colombé proche Metz ».
Le 30 avril 1681, les propriétaires du fief déposaient son dénombrement devant la cour royale du Parlement de Metz. Abraham Michelet possédait, en toute propriété :
« La maison seigneuriale située au bas bout du village, du costé de l’église, à l’entrée de laquelle maison il y a une basse-cour, des granges, bergerie, estables et tours, colombiers et autres logements, ainsi que la moitié des terres.
Dame Royer possédait outre un tiers des terres, un quart du jardin.
Philippe Rollin possédait, lui, une petite maison et un sixième des terres…
…en foy de quoy avons signez le présent adveu et déclaration de nos mains et scellé du sceau de nos armes le 30 avril 1681. »
En 1681, le vieux château féodal était toujours debout. Situé au bout du village, du côté de l’église, il était flanqué d’un colombier à quatre piliers, insigne de haute justice et son enceinte de tours dont l’une faisait office de donjon.
Abraham Michelet mourut le 8 février 1684 et fut enterré à l’église Saint-Victor de Metz. Léa Royer donna la terre qu’elle possédait à son filleul, un officier suisse au service de la France : Théodore de Schudich (1712 ?). Les héritiers d’Abraham Michelet vendirent également le fief qui leur appartenait à ce dernier.
Trois générations de barons se succèdent, le passage de la famille de Tschudi en tant que propriétaire de Colombey a transformé les lieux : Théodore a fait détruire l’ancien château pour construire une demeure moins imposante mais plus confortable pour la famille. Son fils, Jean-Baptiste-Louis-Théodore écrit des articles en botanique. Il importe de nombreuses plantes exotiques dans le jardin de Colombey que ses descendants entretiendront.
Anne-Charlotte de Tschudy (1812-1856), fille de Jean Joseph Charles Richard de Tschudy, a épousé le 8 mai 1833 le baron Jean Baptiste Laurent Adrien de Tricornot (1804-1872), ancien capitaine au 9e régiment de cuirassiers. Issu d’une ancienne famille noble de Haute-Marne, le baron s’était retiré de l’armée depuis 1830. Il s’adonna lui aussi à l’agriculture et devint président du Comice Agricole de Metz, Colombey fleurissait de plus belle.
Son fils, le baron Charles de Tricornot (1835-1905), occupait le château en 1870. Il le quitta au dernier moment à l’arrivée des Allemands pour se réfugier à Metz avec sa famille. Il ne fit reconstruire que la ferme de Colombey qui avait été brûlée après les combats. Le château et le parc ayant également brûlé, M. de Tricornot vint s’installer au château de Charly que lui céda son beau-père M. Ernest de Lardemelle où il continua à s’adonner « à la culture et à l’amélioration de la race chevaline », refusant de s’engager dans la politique, tout à ses affaires et à sa famille, il mourut le 7 février 1905. En 1978, une habitante de Coincy se souvenait : « Ah, le baron de Tricornot ! Vers 1895-1898, il revenait encore à Colombey. En calèche à deux roues et à deux chevaux, avec un valet en livrée, le dernier châtelain de Colombey, assis face au paysage, en houppelande, conduisait l’attelage lui-même. À l’arrière, à la place d’honneur, se tenait le valet… ça ne manquait pas d’allure. » Il a laissé ses marques sur une carte de réserve de chasse des alentours de Metz appelée Carte qui fait voir l’étendu des plaisirs du Roy et datée de 1749.
À sa mort, le domaine passa par moitié à ses deux petites-filles : Marie-Louise-Jeanne de Dartein-Tricornot, épouse du baron Jacques-Henri-Marie-Olric de Bouvier et Josèphe-Marie-Louise de Dartein-Tricornot, épouse du comte Arthur-Marie-Robert de France, colonel en retraite qui légua sa part, en 1966 à Marie-Christine-Clémence de France, épouse de Roger Fleury.
Aujourd’hui, la ferme reconstruite existe toujours, appartenant pour moitié aux Fleury et pour l’autre aux consorts Bernard Michel. Les Schmitt exploitent ces 190 hectares de père en fils depuis 1912. De Jean-Pierre à Justin, de Justin à Jean et de Jean à Jean-Paul.
M. Jean-Paul Schmitt accueille et renseigne, désignant du doigt les derniers grands arbres du parc, les ruines des écuries du château et de l’église dans le bois.
Descendance des seigneurs puis propriétaires depuis Théodore de Tschoudy. :
- Théodore de Tschoudy (1643-1692)
  - Théodore Claude de Tschoudy (1681-)
    - Jean-Baptiste-Louis-Théodore de Tschoudy (1734-1784)
      - Jean-Joseph-Charles-Richard de Tschoudy (1764-1822)
        - Anne Charlotte de Tschoudy (1811-1861), épouse du baron Jean Baptiste Laurent Adrien de Tricornot (1803-1872)
          - Jean Baptiste Charles Louis Laurent de Tricornot (1836-1905), baron de Tricornot
            - Clémence de Tricornot (1867-1905), épouse de Théodore Marie Félix de Dartein (1852-1936)
              - Marie Louise Jeanne de Dartein de Tricornot (1896-1985), épouse du baron Jacques Henri Marie Olric de Bouvier (1896-1948)
                - Chantal-Marie-Henriette de Bouvier, épouse de Philippe Bernard-Michel.

              - Louise de Dartein, épouse du comte Arthur Marie Robert de France (1896-1992)
                - Marie Christine Clémence de France, épouse de Roger Fleury.

### Histoire du village depuis la Révolution
Avant la Révolution, Colombey faisait partie de la province des Trois-Évêchés et était sous la juridiction du bailliage présidial de Metz.
En 1789, les cahiers de doléance originaux sont écrits en patois saulnois. Ils sont classés par bailliage. Ils ont heureusement été traduits en français moderne en 1889, à l’occasion du centenaire de la Révolution française. Le cahier de Colombey date du 10 mars 1789 et a été rédigé devant une assemblée de onze comparants par-devant le syndic Jean Remy. Sur les onze, sept ont signé en plus du syndic. Colombey comptait alors quatorze feux. Les habitants de Colombey demandent que leur province soit érigée en province d’États sous le nom d’Austrasie. Ils demandent l’abolition des fermiers généraux, de la permission de clôture des prés (qui restreint l’élevage), de la gruerie, des salines, des haras… Ils veulent que les décimateurs soient chargés de l’entretien des églises paroissiales et de payer les maîtres d’école, que la justice soit rendue plus brièvement et qu’elle soit égale pour tous, que l’on ôte aux seigneurs le tiers des biens communaux ou bien qu’ils s’occupent du tiers des charges qui y sont attachés…
En 1790, le village fait partie du canton de Flanville et il passe par l’organisation de l’an III de la République (1794) dans celui d’Ars-Laquenexy.
Le 30 décembre 1802, Napoléon Bonaparte nomme le président de l’assemblée cantonale Jean-Nicolas Lejeune, maire de Colombey « homme de beaucoup d’esprit et de caractère conciliant ».
Colombey restera un chef-lieu communal jusqu’au décret du 21 août 1812 qui le réunit à Coincy. Le 25 novembre 1812, la mairie de Colombey est supprimée, les registres et papiers seront transférés aux archives de Coincy et Aubigny.
En 1817, le village compte 73 habitants répartis dans 11 maisons. Colombey possède pourtant 304 ha de terrains productifs (dont 134 en vignes, 24 en bois et 5 en friche). M. Viville nous fait remarquer que « les jardins de Colombey jouissent depuis longtemps d’une haute réputation pour le grand nombre d’arbres exotiques que M. Tschoudi y a cultivés avec autant d’habilité que de succès, et qui sont aujourd’hui d’une grande beauté ».
On raconte que la croix devant ferme actuelle commémore les nombreux décès dus à la peste durant l’année 1820 chez les familles Schmitt, Streiff et Barthélémy. L’édifice qui se trouvait dans un jardin de Coincy s’étant effondré à cause des intempéries, il a été déplacé à Colombey. Malgré le déplacement la parcelle d’un m² à Coincy est cadastrée et il faut 35 signatures pour l’exproprier !
Un plan cadastral du château et de son parc à l’échelle 1/2500e, daté de 1820, qui se trouvait au premier étage de la ferme (repris par les propriétaires) montre les quelques maisons qui y ont été détruites en 1850-51. On peut y remarquer la forme de colombe dans le parc, au fond du patio.
En 1844, Verronnais mentionnait encore la grande beauté du parc.
En 1860, le village a toujours 70 habitants mais seulement 4 maisons. Il ne reste que 247 ha de terrains productifs.
En mars 1886 s’opéra la fusion entre la société allemande d’agriculture et l’ancien Comice sous la dénomination de « Comice agricole des arrondissements de Metz et de Metz-Campagne ». Le Baron de Tricornot, dernier président du Comice à la française, devra céder sa charge au directeur d’arrondissement Sittel. Du nouveau Comice fera partie la majorité des gros exploitants.

#### Bataille de Borny-Colombey le 14 août 1870
Le 14 août 1870, une bataille de la guerre de 1870 a lieu à Colombey où les Prussiens attaquent les Français repliés sur Borny. C’est une bataille qui n’a pas été planifiée ni voulue qui fera plus de 8000 blessés et de 1500 morts.
Le 26 août 1870, les 2e et 3e bataillons du 84e de ligne, auxquels s’était jointe une compagnie du 97e de la même brigade mixte, prennent position dans les bois de Colombey. Après avoir tiraillé pendant quelque temps avec l’ennemi, nos soldats s’emparent du château de Colombey, où se trouvait installée l’ambulance prussienne. Dans cette escarmouche, le sous-lieutenant Clerc est grièvement blessé ainsi que quatre hommes.
Les 31 août et 1er septembre, le nord du canton de Pange est encore le théâtre de combats. Après la bataille de Gravelotte, le maréchal Achille François Bazaine n’ayant pu se frayer un chemin vers Châlons, s’est enfermé dans Metz. Immédiatement, les Prussiens ont fait le blocus de la ville, disposant huit corps d’armée alentour. Le maréchal imagine alors de percer les forces déployées à l’est en direction de Sainte-Barbe pour se porter ensuite vers Thionville. Sortis de Metz le 31 août, les troupes reprennent à l’ennemi Colombey, Aubigny (où s’installe une compagnie de 51e de ligne) et Coincy. Mais le lendemain, à la pointe du jour, par un épais brouillard, les Prussiens ouvrent un feu d’artillerie d’enfer pour reconquérir le terrain perdu. Coincy est en flammes et le recul des unités françaises force Bazaine à opérer la retraite sur toute la ligne, de midi à la nuit tombante.
Le 22 septembre 1870 de nouveaux combats à Colombey, des officiers du 41e régiment d'infanterie de ligne sont blessés : le capitaine Gardey, les lieutenants Savoye et Escande et le sous-lieutenant Develotte.
Le 27 septembre 1870 les Français firent une nouvelle sortie attaquant le château de Colombey où les Prussiens étaient retranchés. Le 18e bataillon de chasseurs soutenu par le 62e de ligne abordent très résolument les tirailleurs prussiens établis dans la partie du bois qui avance vers la ferme et le château de Colombey, les en débusquent et les délogent des bâtiments, en les poursuivant à la baïonnette. L’engagement a été court, mais des plus acharnés. En se retirant l’ennemi avait mis le feu à la ferme et au château. Le mois suivant, le 27 octobre, Colombey sera entièrement brûlée par ordre de la place de Metz, cause de continuels combats de fourrageurs.

#### Monuments aux morts de 1870 et allée des Morts

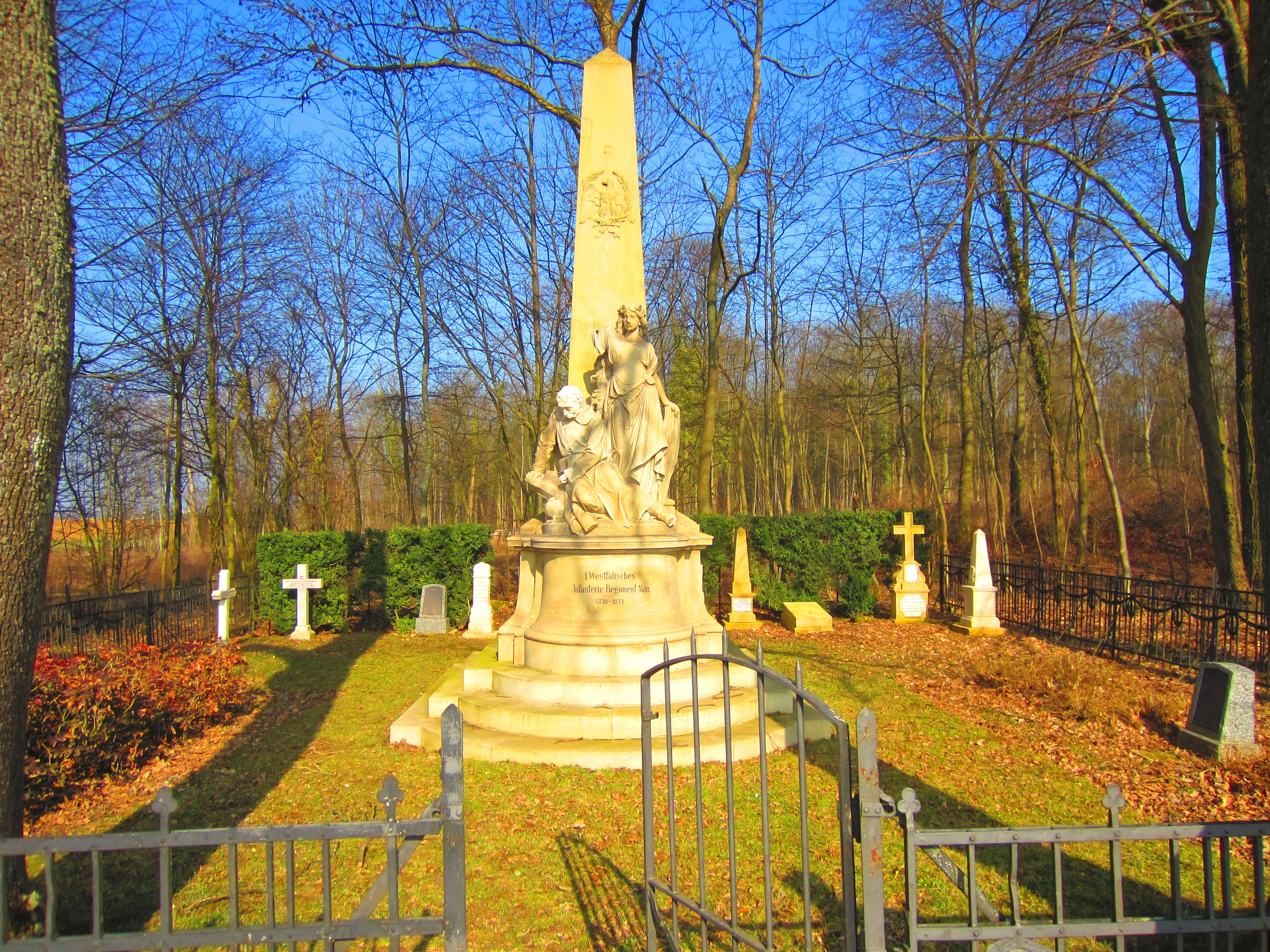
Cimetière militaire prussien (1870-1871), allée des morts

Après la guerre, Colombey devint pour les Messins, non plus le but d’une agréable promenade comme auparavant, mais un véritable pèlerinage autour des tombes, des ruines du château et des arbres épargnés.
En 1895, on abattit l’aigle du monument du 73e à Colombey où l’empereur Guillaume II aimait aller.
Dans le parc, au bord de la route, se trouve le cimetière militaire allemand avec le monument du 1er régiment d’infanterie westphalien no 13. Érigé en 1895, ce monument est un des plus beaux que les Allemands aient érigé sur les champs de bataille. Composé d’un socle surmonté d’un obélisque, devant lequel est placé un groupe de deux sujets représentant un soldat blessé et la statue « Westphalia ». Ce cimetière comporte onze tombes individuelles, deux tombes collectives et deux ossuaires d’officiers et soldats allemands.
Il existe cinq monuments qui jalonnent l’« Allée des morts », un chemin bordé de sapins qui relie la route de Borny à Colombey. Les Allemands éprouvèrent de telles pertes et les morts y furent si nombreux que les derniers restaient debout. Depuis les Allemands ne désignent cette voie que du nom macabre de Totenallee. Trois monuments allemands des 15e, 55e régiments westphaliens et du 7e bataillon de chasseurs à pied. Ce dernier monument a été inauguré le 14 août 1907 et le soldat en bronze le surmontant a été enlevé clandestinement après l’armistice de 1918 et est resté introuvable. On peut également trouver un monument du 31e régiment Westphalien avec quelques sépultures de soldats allemands et à droite de l’allée, un monument des fusiliers hanovriens.
À proximité de la route de Sarrebruck, on trouve un 6e monument du 2e régiment hanséatique (il a été déplacé lorsque le tracé de la route a été modifié en 199?).
Un 7e monument est érigé sur la route allant de Colombey à Aubigny, c’est un monument du 45e régiment prussien et le petit cimetière qui l’entoure comporte cinq tombes collectives d’officiers et de soldats allemands.

#### XXesiècle, une exploitation agricole
Commémoration du 14 août 1907 : « À 3 heures, on se met en route pour Borny. Tour à tour, on franchit l’Amitié, Lauvallières, la Limite, et nous voici au centre du champ de bataille du 14 août. De nombreux tumuli surmontés de la modeste croix blanche indiquent autant de sépultures des vaillants tombés pour leur patrie. Au centre de la plaine dorée par les riches moissons, on nous désigne un enclos où dorment 700 braves. Et plus loin, barrant l’horizon d’une ligne sombre, l’« allée des Morts », avec ses sapins décharnés qui semblent rappeler éternellement le sombre drame dont ils furent témoins. Puis on se rend au monument des soldats français situé à un kilomètre du village, vers Colombey ». La dernière cérémonie commémorative du Souvenir français autour des monuments de l’allée des Morts date de 1938.
En 1914, le château comprenait encore des ruines assez importantes qui permettaient de reconstituer son emplacement mais pendant la guerre 14-18 les murs ont été complètement démolis et les pierres ont presque toutes été enlevées.
En 1916, les Allemands germanisent Colombey en Taubenhof mais on avait tant écrit à son propos après 1870, qu’il sembla impossible d’habituer des esprits même allemands à s’accommoder de « la bataille de Taubenhof ». Il fut donc décidé, en 1917, qu’exceptionnellement Colombey resterait Colombey.
Du côté des fermes, les frais trop élevés de la culture des céréales, les nécessités de la région au point de vue laitier, firent que l’agriculteur évolua encore davantage vers l’élevage et la production de lait. En 1925 eut lieu, à Courcelles-sur-Nied, un grand concours de la race pie-noire où se distinguèrent les Bourguignon d’Aubigny et les Schmitt de Colombey.
Pendant la Seconde Guerre mondiale un bon nombre de prisonniers de guerre s’enfuyaient des camps d’Allemagne pour regagner la France. En route, ils avaient besoin de secours. Il y avait au moins deux relais dans le canton où l’on prêtait main-forte aux évadés. L’un des deux se trouvait chez Justin et Jean Schmitt à la ferme de Colombey qui était un croisement de plusieurs filières d’évasion (voir l’article résistance en Alsace et en Moselle annexées). On les y ravitaillait, on les habillait en civil et on les dirigeait sur l’hospice Saint-Nicolas à Metz. La célèbre sœur Hélène se chargeait de leur faire passer la frontière. D’autre fois, les fermiers de Colombey les conduisaient eux-mêmes en break jusqu’à Fleury ou Marly-aux-Bois d’où ils gagnaient Nomeny et puis Nancy.
En 1965, Jean-Marie Chagot qui visite les lieux note que le beau parc autrefois planté n’existe plus, remplacé par un parc à bestiaux, et que l’église est difficilement accessible.
Depuis un demi-siècle, l’exploitation du domaine est beaucoup plus tranquille. Des Allemands passent régulièrement à Colombey pour entretenir les monuments aux morts. Circulant sur le champ de bataille, on a le cœur doublement serré. D’abord à la vue de monuments aux morts, assiégés par le temps et les broussailles. Certaines tombes françaises ont été transférées à Metz au cimetière de Chambière. Aussi parce qu’on n’aperçoit presque plus la ville pour laquelle se sont battus les soldats tombés ici, cachée qu’elle est derrière l’écran des tours de béton et des usines de Borny.

## Politique et administration
| Période                                  | Période | Identité             | Étiquette | Qualité |
| ---------------------------------------- | ------- | -------------------- | --------- | ------- |
| an VIII                                  | ?       | Jean Nicolas LEJEUNE |           |         |
| Les données manquantes sont à compléter. |         |                      |           |         |

## Démographie
Quelques recensements connus :
- 1429 : 9 feux ;
- 10 mars 1789 : 14 feux ;
- 1793 : 89 habitants[23] ;
- 1800 : 70 habitants, 4 maisons[24],[23] ;
- 1806 : 66 habitants[23].